# Джанкшен-Сіті (Орегон)
Джанкшен-Сіті (англ. Junction City) — місто (англ. city) в США, в окрузі Лейн штату Орегон. Населення — 6787 осіб (2020).

## Географія
Джанкшен-Сіті розташований за координатами 44°13′12″ пн. ш. 123°12′50″ зх. д. / 44.22000° пн. ш. 123.21389° зх. д. (44.219969, -123.213768).  За даними Бюро перепису населення США в 2010 році місто мало площу 6,11 км², уся площа — суходіл. В 2017 році площа становила 8,33 км², уся площа — суходіл.

## Демографія
Згідно з переписом 2010 року, у місті мешкали 5392 особи в 2184 домогосподарствах у складі 1394 родин. Густота населення становила 883 особи/км².  Було 2323 помешкання (380/км²).
Расовий склад населення:
| - 90,4 % — білих - 1,3 % — корінних американців - 0,7 % — чорних або афроамериканців - 0,6 % — азіатів - 0,1 % — вихідців з тихоокеанських островів - 3,7 % — осіб інших рас |

До двох чи більше рас належало 3,2 %. Частка іспаномовних становила 9,0 % від усіх жителів.
За віковим діапазоном населення розподілялося таким чином: 25,0 % — особи молодші 18 років, 59,9 % — особи у віці 18—64 років, 15,1 % — особи у віці 65 років та старші. Медіана віку мешканця становила 36,0 року. На 100 осіб жіночої статі у місті припадало 91,6 чоловіків;  на 100 жінок у віці від 18 років та старших — 87,3 чоловіків також старших 18 років.
Середній дохід на одне домашнє господарство  становив 50 234 долари США (медіана — 42 153), а середній дохід на одну сім'ю — 52 268 доларів (медіана — 43 338). Медіана доходів становила 38 099 доларів для чоловіків та 31 051 долар для жінок. За межею бідності перебувало 22,8 % осіб, у тому числі 36,5 % дітей у віці до 18 років та 13,7 % осіб у віці 65 років та старших.
Цивільне працевлаштоване населення становило 2493 особи. Основні галузі зайнятості: освіта, охорона здоров'я та соціальна допомога — 21,4 %, виробництво — 18,0 %, роздрібна торгівля — 13,0 %.